# Глазго (Монтана)
Глазго (англ. Glasgow) — місто (англ. city) в США, в окрузі Веллі штату Монтана. Населення — 3202 особи (2020).

## Географія
Глазго розташоване за координатами 48°11′56″ пн. ш. 106°37′56″ зх. д. / 48.19889° пн. ш. 106.63222° зх. д. (48.198808, -106.632228).  За даними Бюро перепису населення США в 2010 році місто мало площу 3,69 км², уся площа — суходіл.

### Клімат
| Клімат : Глазго         | Клімат : Глазго | Клімат : Глазго | Клімат : Глазго | Клімат : Глазго | Клімат : Глазго | Клімат : Глазго | Клімат : Глазго | Клімат : Глазго | Клімат : Глазго | Клімат : Глазго | Клімат : Глазго | Клімат : Глазго | Клімат : Глазго |
| Показник                | Січ.            | Лют.            | Бер.            | Квіт.           | Трав.           | Черв.           | Лип.            | Серп.           | Вер.            | Жовт.           | Лист.           | Груд.           | Рік             |
| Абсолютний максимум, °C | 16,7            | 23,3            | 27,2            | 33,9            | 38,9            | 43,3            | 45,0            | 42,2            | 39,4            | 35,6            | 26,1            | 20,6            | 45,0            |
| Середній максимум, °C   | −4,8            | −1,6            | 5,8             | 14,3            | 19,9            | 24,8            | 29,5            | 29,1            | 22,1            | 13,9            | 4,3             | −3,3            | 12,9            |
| Середній мінімум, °C    | −15,4           | −12,6           | −6,2            | 0,1             | 5,7             | 10,7            | 13,9            | 13,3            | 7,0             | 0,2             | −7,2            | −14,1           | −0,3            |
| Абсолютний мінімум, °C  | −48,9           | −50,6           | −42,8           | −28,3           | −9,4            | −4,4            | 1,1             | −2,2            | −10             | −22,2           | −40,6           | −43,9           | −50,6           |
| Норма опадів, мм        | 9               | 7               | 11              | 22              | 49              | 59              | 45              | 31              | 24              | 19              | 10              | 10              | 296             |
| Днів з опадами          | 7,5             | 5,5             | 7,2             | 7,2             | 10,7            | 11,6            | 8,4             | 7,5             | 6,7             | 5,8             | 6,2             | 6,7             | 91,0            |
| Днів зі снігом          | 8,2             | 5,8             | 5,2             | 2,0             | 0,7             | 0               | 0               | 0               | 0,2             | 1,4             | 4,8             | 7,1             | 35,4            |
| ----------------------- | --------------- | --------------- | --------------- | --------------- | --------------- | --------------- | --------------- | --------------- | --------------- | --------------- | --------------- | --------------- | --------------- |
| Джерело: NOAA           |                 |                 |                 |                 |                 |                 |                 |                 |                 |                 |                 |                 |                 |

## Демографія
Згідно з переписом 2010 року, у місті мешкало 3250 осіб у 1479 домогосподарствах у складі 834 родин. Густота населення становила 880 осіб/км².  Було 1653 помешкання (447/км²).
Расовий склад населення:
| - 91,8 % — білих - 4,5 % — корінних американців - 0,3 % — азіатів - 0,2 % — чорних або афроамериканців |

До двох чи більше рас належало 2,7 %. Частка іспаномовних становила 1,8 % від усіх жителів.
За віковим діапазоном населення розподілялося таким чином: 22,7 % — особи молодші 18 років, 54,6 % — особи у віці 18—64 років, 22,7 % — особи у віці 65 років та старші. Медіана віку мешканця становила 45,6 року. На 100 осіб жіночої статі у місті припадало 91,7 чоловіків;  на 100 жінок у віці від 18 років та старших — 88,6 чоловіків також старших 18 років.
Середній дохід на одне домашнє господарство  становив 61 270 доларів США (медіана — 50 658), а середній дохід на одну сім'ю — 72 955 доларів (медіана — 63 289). Медіана доходів становила 52 019 доларів для чоловіків та 31 875 доларів для жінок. За межею бідності перебувало 15,6 % осіб, у тому числі 28,6 % дітей у віці до 18 років та 6,9 % осіб у віці 65 років та старших.
Цивільне працевлаштоване населення становило 1732 особи. Основні галузі зайнятості: освіта, охорона здоров'я та соціальна допомога — 26,2 %, роздрібна торгівля — 11,3 %, публічна адміністрація — 10,5 %, транспорт — 9,8 %.